# Psykedelisk folk
Psykedelisk folk (även acid folk eller freak folk) är en i efterhand konstruerad benämning på en sorts folkrock med excentriska inslag, ofta från psykedelisk rock.
Den första generationens Psykedeliska Folk-grupper avser artister från 60-talets senare hälft, som till exempel Pentangle, Incredible String Band, Comus, Donovan, Spirogyra, Vashti Bunyan och Tyrannosaurus Rex (som senare blev glamrockbandet T. Rex).
Under 2000-talet uppstod namnet Acid Folk (ibland Wyrd Folk eller Strange Folk) för att benämna dessa grupper som oftast kom från Storbritannien och vurmade för den inhemska folkmusiktraditionen med rötter i medeltiden. Detta har lett till att en mängd genrens rariteter, av varierande kvalitet, grävts fram. Några av dessa finns representerade på nedanstående samlings-CD.
Begreppet innefattar också en andra generation artister, de flesta amerikaner, som hämtat inspiration från dessa artister. Bland dessa märks Devendra Banhart, Joanna Newsom eller brittiska Circulus.
Första generationen Psykedelisk Folk 1960/70-tal, några album i urval:
The Pentangle: Basket of Light
Comus: First Utterance
Vashti Bunyan: Just Another Diamond Day
Donovan: Greatest Hits
Tyrannosaurus Rex: A Beard of Stars
Linda Perhacs: Parallellograms
The Wicker Man Original Soundtrack
Samlingsalbum:
Gather in the Mushrooms
Folk Is Not A Four Letter Word
Andra generationens Psykedelisk Folk, 2000-tal, några album i urval:
Devendra Banhart: Cripple Crow
Devendra Banhart:Rejoicing in the Hands
Joanna Newsom: The Milk Eyed Mender
Vashti Bunyan: Lookaftering
Circulus: Lick on the Tip of An Envelope...